# Civrieux-d'Azergues
Civrieux-d'Azergues là một xã thuộc tỉnh Rhône trong vùng Auvergne-Rhône-Alpes phía đông nước Pháp. Xã này nằm ở khu vực có độ cao trung bình 189 mét trên mực nước biển.